# Fogadó a Halott Alpinistához
Fogadó a Halott Alpinistához (oroszul: Отель «У погибшего альпиниста» azaz Otel „U pogibsevo alpinyiszta”) Arkagyij és Borisz Sztrugackij 1970-ben megjelent sci-fi regénye. Magyarul először 1981-ben Földeák Iván, majd 2015-ben Weisz Györgyi fordításában adták ki.

## A helyszín
A regény magas hegyekkel szegélyezett behavazott völgye valahol a Skandináv-hegységben feküdhet. A valószínűsíthetően helybéliek (Alec és Caisa illetve Zgut) nevének gyakoriságából inkább Norvégiára tippelhetnénk, ha a Sztrugackij testvéreknek egyáltalán szándékában állt a helyszín megnevezése helyett a mellékesen elhangzó körülményekkel (pénznem, nevek) támpontokat adni. A regényben szereplő helynevek (Vingi környékén, Mur város közelében) azonban fiktívek, és a hangulatuk, hangzásuk se segít a hely behatárolásában, emiatt a szerzőknek ez feltehetően egyáltalán nem állt szándékában. A regény vége felé merül fel Luarvikkal kapcsolatban hogy külföldi, svéd-e. Ez szintén a norvégiai helyszín mellett szól.
A kor megfelel a regény megírásának, megjelenésének az idejének (zsebrádió), de elvben lehetne egy-két évtizeddel későbbi is ahhoz képest. De akkor erre feltehetően lenne konkrét utalás. Az epilógusban viszont Glebski húsz évvel az események után gondol vissza a történtekre.
A szereplők körülbelül fele pontosabban meg nem határozható skandináv nevű. De teljesen elképzelhető lenne az is, hogy valamennyien norvég állampolgárok. (Norvégiában is jelentős svéd és finn kisebbség él.) A többi vendég a neve vagy megnevezett lakóhelye alapján franciának tűnik. Persze nem feltétlenül Franciaországból. De úgy látszik, az írók ennek a körülménynek se tulajdonítanak nagy jelentőséget. Nyoma sincs semmi ezzel kapcsolatos utalásnak akárcsak a lehetséges nyelvi nehézségekre, amivel esetleg egyes francia vendégek a norvég vidéken valószínűsíthetően találkozhatnának.

## Szereplők[4]
- Peter Glebski rendőrfelügyelő
- Alec[5] Snevar, a szálloda tulajdonosa
- Caisa, szobalány, mindenes
- du Barnstockre, hipnotizőr, illuzionista
- Brunet, du Barnstockre unokahúga
- Simone Simonet, fizikus, kibernetikus főhadnagy
- Albert Mózes úr, gazdag francia kereskedő
- Olga, a felesége
- Olaf Andwarafors
- Hinkus gyámhivatali tisztviselő
- Luarvik
- Lale, a tulajdonos értelmes bernáthegyi kutyája

## A történet
|  | Alább a cselekmény részletei következnek! |

Peter Glebski rendőrfelügyelő pár napra megszabadul családjától és munkájától, és szabadságra utazik a hegyekbe síelni. Kollégája, Zgut felügyelő ajánlására a kissé morbid nevű szállodában vesz ki szobát, amelyben a tulajdonos, Alec Snevar egyebekben is egyfajta morbid dizájn alakított ki az egykor tragikus véget ért hegymászó vendége köré. Sőt Glebszki gyanakszik, hogy Alec mindemellett még ártalmatlan, bár kísérteties jelenségekkel is szórakoztatja vendégeit a halott alpinista szelleme nevében.
Glebski hamar összeismerkedik a szálló kicsiny, de annál színesebb, vegyesebb vendégseregével. Sőt némi halvány, de lassan egyre határozottabb furcsaságokat is kezd felfedezni új ismerősein.
Viszont a pihenés először kellemesnek ígérkezik, s a házigazda tavaszünnep ürügyén még egy kis bált is rendez.
Ám a bál estéjén a felügyelő névtelen levelet kap, amely szerint az egyik vendég, Hinkus valójában egy gengszter, aki azért érkezett, hogy valakit eltegyen láb alól.
A rendőr arra gyanakszik, hogy a tulajdonos tréfáin ötletet kapva a fiatal, éretlen kamasznak tűnő Brunet is ugratásba kezdett. De a biztonság kedvéért átkutatja Hinkus szobáját, ahol egy aprócska női pisztolyt és egy korábban eltűnt aranyórát talál. Sem a fegyver, sem a zsákmány nem tűnik veszélyes, szadista gengszterhez illőnek.
Nem sokkal ezt követően a völgy bejáratát lavina zárja el, ami a telefon-összeköttetést is megszakítja. Kisvártatva megjelenik egy összefagyott, és talán sérült férfi, akit talán a lavina sodort el, és a véletlenül épp Hinkussal egyidőben érkezett másik jövevényt, a fiatal Olaf Andwaraforst keresi. A fiatalembert azonban holtan találják belülről kulcsra zárt szobájában hatalmas erővel kitekert, kitört nyakkal. Glebski bár járatlan gyilkossági ügyekben, a körülmények folytán mégis kénytelen nyomozásba fogni. Olaf bőröndjében egy furcsa készüléket talál, amit elzár a szálloda széfjében, és Hinkus keresésére indul, akit meglepetésére megkötözve talál a halott alpinista emlékének szentelt emlékszobában.
Szembesíti Hinkust azzal a ténnyel, hogy a gyilkosság feltételezett ideje körül látták a folyosón, az alibije így kétséges. Erre Hinkus azzal a képtelenséggel áll elő, hogy egy önmagához tökéletesen hasonló személy kapta el, és hihetetlen erővel gyűrte le és kötözte meg. Glebski folytatja a szabályos nyomozást, kikérdezi a szálloda összes lakóját. Eközben Simonet még képtelenebb ötlettel áll elő: Luarvik és Mózes földönkívüli, felesége és Olaf pedig a robotjaik. Olaf nem halt meg, csupán energiára lenne szüksége az elzárt készülékből. A hegyek között rejtőző bázisukon ugyanis robbanás történt, s ennek során sérült meg Luarvik, és szakadt meg a robotok energiaellátása is. Mózes azt is bevallja, hogy hazája engedélye nélkül próbálta felvenni a kapcsolatot az emberiséggel, ám szerencsétlenségére bűnözőkkel és terroristákkal összeszövetkezett neonácikkal akadt össze, akik eleinte elhitették vele, hogy nemes ügyért küzdenek. Így Mózes rendkívüli képességeit a gengszterek szolgálatába állította. Ám amikor ráébredt hatalmas tévedésére, elmenekült, de a bűnözők a nyomában vannak. Hinkus is az ő emberük.
Mózes visszakéri a felügyelőtől az általa elkobzott és elzárt szerkezetet. De a rendőrfelügyelő egyrészt egy szavát se hiszi, másrészt ha hinné is, ezek az emberek maguk vallották be, hogy súlyos bűncselekményeket követtek el.
Glebski hajthatatlanságát látva Simone és Snevard ártalmatlanná teszi a rendőrt, és visszaadják az idegeneknek a készüléket. A négy földönkívüli a fizika törvényeit meghazudtoló módon menekülne tovább a hegyek között rejtőzködő űrhajójukhoz, ám késő. A gengszterek helikopterrel érkeznek, és rakétáikkal szabályosan lemészárolják a kis csoportot. A testeket pedig minden valószínűség szerint magukkal vitték. Bár a szálló vendégei és az epilógusban bűntudatosan immár Glebski is abban reménykedik, hogy a testeket talán otthagyták gyilkosaik, s a földönkívüliek később feléledve folytatták útjukat. Vagy akár más alakban továbbra is köztünk élnek.
|  | Itt a vége a cselekmény részletezésének! |

## Magyarul
- Fogadó a Halott Alpinistához. Tudományos fantasztikus regény; ford. Földeák Iván; Kozmosz Könyvek, Bp., 1981 (Kozmosz Fantasztikus Könyvek)
- Fogadó a halott alpinistához. A bűnügyi regény újabb rekviemje; ford. Weisz Györgyi; Metropolis Media, Bp., 2015 (Galaktika Fantasztikus Könyvek)

## Feldolgozások
- Grigorij Kromanov 1979-ben megjelent észt (szovjet) filmje Hotel a Halott Alpinistához címmel.
- Az Akella orosz videójáték fejlesztő cég 2007-ben azonos címmel kiadott játéka.